# Тарханкутски полуостров
Тарханку̀тският полуостров (на руски: Тарханку̀тский полуостров; на украински: Тарханкутський півострів; на кримскотатарски: Tarhan Qut yarımadası, Тархан Къут ярымадасы) е полуостров заемащ крайната западна част на Кримския полуастров, разположен на територията на Република Крим в Русия. Мие се от водите на Черно море (на север – Каркинитския залив). Релефът му представлява вълнисто-ридова повърхност с височина до 179 m – т.нар. Тарханкутско възвишение, покрита със степна растителност. Бреговете му в голямата си част са стръмни (височина до 30 – 50 m), но има и понижени участъци заети от солени езера (Донузлав, Джарилгач, Ярилган и др.), отделени от морето с пясъчни коси. На югозапад полуострова завършва с нос Тарханкут. На северното му крайбрежие е разположено сгт Черноморское.